# Joc mobil

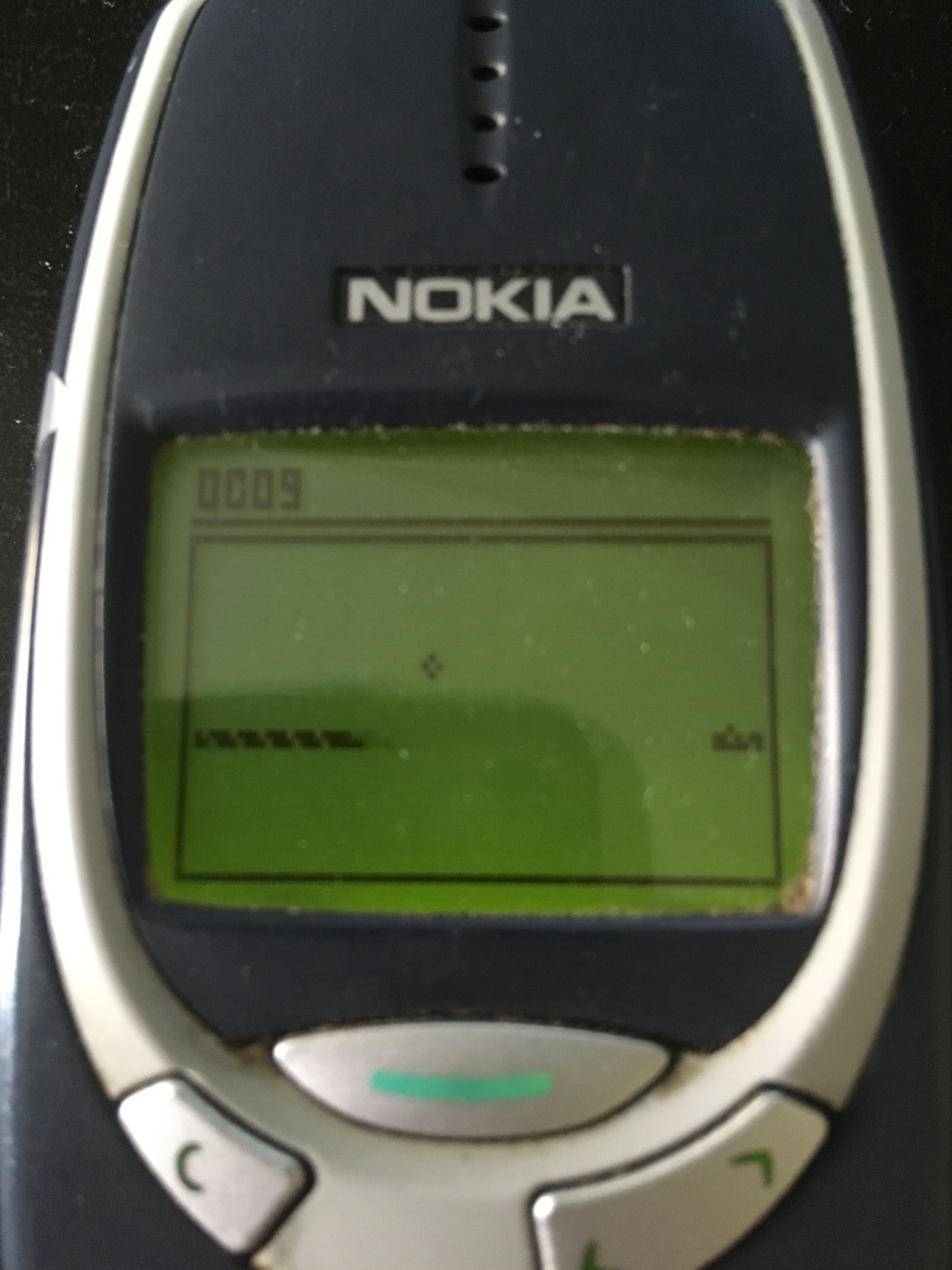
Jocul Snake pe ecranul unui Nokia 3310

Jocul mobil sau jocul video pentru telefon mobil este un joc video portabil care este jucat pe un telefon mobil, tabletă, smartwatch sau alte dispozitive portabile media.

## Istorie
Popularizarea jocurilor mobile a început încă din 1997 odată cu introducerea unei variante a jocului Snake preinstalat pe telefoanele Nokia, demonstrând funcționarea jocurilor pe aceste dispozitive. Mai mulți producători de dispozitive mobile au inclus jocuri preinstalate după succesul jocului Snake. La începutul anilor 2000, specificațiile tehnice ale telefoanelor au ajuns până la punctul în care aplicațiile descărcabile (inclusiv jocurile) puteau fi acceptate, cu toate acestea adoptarea generală a continuat să fie împiedicată de fragmentarea pieței între diferite dispozitive, medii de operare și distribuitori.
O variantă a jocului Snake pentru Nokia 6110, care a folosit portul cu infraroșu, a fost, de asemenea, primul joc cu doi jucători pentru telefoane mobile.
Astăzi, jocurile mobile sunt de obicei descărcate dintr-un magazin de aplicații, precum și din portalurile operatorului de telefonie mobilă, dar în unele cazuri sunt, de asemenea, preinstalate în dispozitivele portabile de către producător sau de către operatorul de telefonie mobilă atunci când sunt achiziționate, prin conexiune în infraroșu, Bluetooth, card de memorie sau printr-un cablu.
Lansarea iPhone-ului de către Apple în 2007 și App Store în 2008 au schimbat radical piața. Memoria mare a iPhone-ului, execuția mai multor sarcini odată (multitasking) și dispozitivele suplimentare, inclusiv ecranul tactil al modelului ulterior, l-au făcut ideal pentru jocurile obișnuite, în timp ce App Store a facilitat dezvoltatorilor posibilitatea de a produce și de a posta aplicații de publicat, iar utilizatorii să caute mai ușor pentru a găsi și descărca jocuri noi.
Odată cu lansarea mai multor jocuri pe App Store, numeroși dezvoltatori s-au orientat spre iPhone și App Store. În plus, App Store a adăugat capacitatea de a sprijini achizițiile în aplicație în octombrie 2009. Acest lucru a permis jocurilor precum Angry Birds și Cut the Rope să găsească noi modele de plată diferite de modelul tradițional premium „plătiți o singură dată” (pay once). Între timp, perturbarea cauzată de Apple a făcut ca piața să se stabilizeze în jurul dispozitivelor iPhone și a telefoanelor bazate pe Android de la Google, care ofereau un magazin de aplicații similar prin Google Play.
O schimbare majoră a venit odată cu apariția jocurilor Candy Crush Saga și Puzzle & Dragons în 2012, jocuri care foloseau o caracteristică de joc asemănătoare cu rezistența (stamina din Diablo), întâlnită în jocurile din rețelele sociale, cum ar fi FarmVille, pentru a limita numărul de acțiuni pe care le poate face jucătorul într-o singură perioadă, cu achiziții opționale în aplicație pentru a restabili imediat rezistența (stamina) și astfel de a continua jocul. Această nouă metodă de joc și de achiziție/plată a adus milioane de jucători pentru ambele jocuri și milioane de dolari în venituri, stabilind modelul freemium care a devenit o abordare comună pentru multe jocuri mobile după 2012. Jocurile mobile s-au dezvoltat rapid în următorii câțiva ani, stimulate de expansiunea rapidă din China. Până în 2016, cele mai bune jocuri mobile câștigau peste 100 de milioane de dolari pe an, iar veniturile totale pentru sectorul jocurilor mobile a depășit-o pe cea din alte domenii ale jocurilor video.
Alte tendințe majore în jocurile mobile au fost jocul hiper-casual, cum ar fi Flappy Bird și Crossy Road și jocul bazat pe localizare, cum ar fi Pokémon Go.

## Listă de dezvoltatori
- Activision
- Blizzard Entertainment
- Creative Mobile
- EA Sports
- Garena
- Gameloft
- Halfbrick Studios
- Imangi Studios
- King Digital Entertainment
- Krafton
- NetEase
- Niantic
- Nintendo
- Pixonic
- Playrix
- Rovio Entertainment
- Sega
- SYBO
- Supercell
- Tencent
- TiMi Studios
- Voodoo SAS
- Wargaming
- Yoozoo Games
- Zynga (NaturalMotion; Small Giant Games)

## Exemple notabile

### Lista celor mai jucate jocuri mobile după numărul de jucători
- Pokémon Go (lansat în decembrie 2016), 1 miliard de descărcări până în februarie 2019[8]
- Subway Surfers (2012), 1 miliard de descărcări până în decembrie 2019[9]
- Despicable Me: Minion Rush (2020), 950 de milioane de descărcări[10]
- Jetpack Joyride (2011), 750 de milioane de descărcări[11]
- PUBG Mobile / Game For Peace (2018), 734 de milioane de descărcări[12]
- Clash of Clans (2012), 500 de milioane de descărcări[13]
- Fruit Ninja (2010), 500 de milioane de descărcări[14]
- Temple Run (2011), 500 de milioane de descărcări[15]
- Candy Crush Saga (2012), 500 de milioane de descărcări[16]
- Among Us (2018), 485 de milioane de descărcări[17]
- Garena Free Fire(2018), 450 de milioane de descărcări[18]

### Lista jocurilor mobile cu cele mai mari încasări
| Joc                             | Încasări        | Lansarea primei versiuni | Editură                                  | Gen/Tip                           | Ref    |
| ------------------------------- | --------------- | ------------------------ | ---------------------------------------- | --------------------------------- | ------ |
| Honor of Kings / Arena of Valor | 9.563.000.000 $ | 26 noiembrie 2015        | Tencent Games                            | MOBA                              | [ a ]  |
| Monster Strike                  | 9.210.000.000$  | 8 august 2013            | Mixi                                     | Physics / RPG / Puzzle / Strategy | [ b ]  |
| Puzzle & Dragons                | 7.833.340.000 $ | 20 februarie 2012        | GungHo Online Entertainment              | Puzzle / RPG                      | [ c ]  |
| Clash of Clans                  | 7.000.000.000 $ | 2 august 2012            | Supercell (Tencent)                      | Strategy                          | [ 33 ] |
| Pokémon Go                      | 6.460.000.000 $ | 6 iulie 2016             | Niantic                                  | Realitate augmentată              | [ d ]  |
| Candy Crush Saga                | $5,730,200,000  | 14 noiembrie 2012        | King (Activision Blizzard)               | Puzzle                            | [ e ]  |
| PUBG Mobile / Game for Peace    | $4,324,000,000  | 19 martie 2018           | Tencent Games / PUBG Corporation         | Battle royale                     | [ f ]  |
| Fate/Grand Order (FGO)          | $4,267,090,000  | 30 iulie 2015            | Aniplex (Sony Music Entertainment Japan) | RPG / Gacha                       | [ g ]  |
| Garena Free Fire                | $3,130,000,000  | 4 decembrie 2017         | Garena                                   | Battle royale                     | [ h ]  |
| Clash Royale                    | $3,000,000,000  | 2 martie 2016            | Supercell (Tencent)                      | Real-time strategy                | [ 33 ] |
| Fantasy Westward Journey        | $2,997,000,000  | 26 martie 2015           | NetEase                                  | MMORPG                            | [ i ]  |